# Thomas Rosskopf
Thomas Rosskopf (Amsterdam, 26 april 1880 – Nijmegen, 5 juni 1953) was Nederlands elektrotechnisch ingenieur en industrieel.

## Biografie
Rosskopf volgde in Amsterdam de lagereschool en vervolgens de hogereburgerschool. Vanaf 1888 studeerde hij aan de Polytechnische School te Delft waar hij in 1902 zijn ingenieursdiploma werktuigbouwkunde behaalde. Omdat in Delft nog geen opleiding elektrotechniek was ging Rosskopf, na eerst een jaar als constructeur gewerkte te hebben bij "Maschinenfabriek Augsberg", een eenjarige studie elektrotechniek volgen in Karlsruhe. Hier behaalde hij in 1904 zijn diploma van Elektrotechnisch ingenieur.
Aansluitend was hij drie jaar lang in Duitsland werkzaam, eerst als ingenieur bij "Gesellschaft für Elektrische Industrie" en later als assistent van professor Harold Arnold aan de Technische Hogeschool Karlsruhe. Hier deed Rosskopf veel praktische ervaring op met elektrotechnische machines en dan met name met transformatoren. Deze kennis kwam hem goed van pas toen hij in 1907 in dienst trad bij Willem Smit in Slikkeveer. Nog datzelfde jaar kreeg hij de leiding over de transformator-afdeling van het bedrijf.

### Smit Nijmegen
Vanwege de sterke toegenomen vraag naar transformatoren werd besloten om hiervoor een eigen fabriek op te richtten. Beschikbare ruimte werd gevonden langs de Waal in Nijmegen, geschikt voor de aanvoer van materiaal en de afvoer van transformatoren. In 1912 begon Rosskopf samen met de ingenieur A.J. Bergsma en met financiële steun van Willem Smit het bedrijf "Willem Smit & Co's Transformatorenfabriek". Naast directeur was Rosskopf als hoofdingenieur ook verantwoordelijke voor alle technische ontwerpen.
Ondanks de goede vooruitzichten maakte het bedrijf als gevolg van het uitbreken van de Eerste Wereldoorlog in de begindagen een moeilijke tijd door. Door de oorlog was er een tekort aan grondstoffen en de grondstoffen die wel beschikbaar waren, waren vaak van slechte kwaliteit. Door de ontwerpen hierop aan te passen slaagde Rosskopf erin om toch de gevraagde transformatoren te fabriceren.

### Nevenactiviteiten
Naast zijn directeurschap van de transformatorenfabriek had Rosskopf ook een belangrijke rol in diverse elektrotechnische en maatschappelijke organisaties. Zo richtte hij met enkele andere ingenieurs het "Nederlandsch Electrotechnisch Comité" (NEC) op voor normalisatiewerk op nationaal gebied en vertegenwoordigde hij Nederland bij de bijeenkomsten van de "International Electrotechnical Commission" (IEC).
Daarnaast was hij een van de leden van de Spoorwegraad om de spoorlijn Arnhem-Nijmegen te elektrificeren, waar hij als voorzitter van de Kamer van Koophandel Maas-en-Waal betrokken was bij de opening ervan. Hiervoor werd hij onderscheiden tot Officier in de Orde van Oranje Nassau.